# Trichoderma harzianum
Trichodérma harziánum (лат.) — вид несовершенных грибов (телеоморфная стадия неизвестна), относящийся к роду Триходерма (Trichoderma) семейства Гипокрейные (Hypocreaceae).
Центральный вид труднодифференцируемого комплекса Tr. harzianum. Отдельные виды из этого комплекса (в частности, Trichoderma afroharzianum) активно используются в качестве агентов биоконтроля фитопатогенных грибов.

## Описание
Колонии на агаре с 2 % солодовым экстрактом на 4-е сутки 7—9 см в диаметре. Запах отсутствует или слабый землистый. Реверс непигментированный, желтоватый, бежевый. Конидиальное спороношение обильное по всей колонии, отчего колония кажется зернистой, в жёлто-зелёных и тёмно-зелёных тонах.
На картофельно-декстрозном агаре на 3-е сутки колонии радиусом 5—6,5 см. На 4-е сутки после 12-часового пребывания на свету обилен воздушный мицелий, после 48 часов на свету обильно серо-зелёное, затем тёмно-зелёное спороношение, сконцентрированние в центральной части колонии и концентрических кругах. При 30 °C иногда заметен сладкий запах.
Конидиеносцы в очертании пирамидальные, с супротивными веточками в узлах, с мутовками 2—5 фиалид. Фиалиды фляговидные, 5—8,5 (16) × 3—4,5 мкм. Конидии бледно-зелёные, затем до тёмно-зелёных, почти шаровидные до яйцевидных, 2,5—4 × 2—3,5 мкм, гладкостенные. Хламидоспоры редки.
Телеоморфа неизвестна.

### Отличия от близких видов
Один из наиболее быстрорастущих видов комплекса при 35 °C (радиус колоний на 3-и сутки более 4 см). Фиалиды у этого вида крупнее, чем у остальных видов комплекса. Конидии крупные для этого комплекса, близкие по размеру к Trichoderma afroharzianum, Trichoderma atrobrunneum, Trichoderma lixii.

## Экология и значение
Преимущественно почвенный гриб, реже выделяемый в качестве эндофита. Возможно, иногда выступает в роли микотрофа.
Распространён в Европе и Северной Америке. Описан из почвы в Англии.

## Таксономия
Назван по имени немецкого миколога Карла Отто Гарца.
Trichoderma harzianum Rifai, Mycol. Pap. 116: 38 (1969).